# HBO 2
HBO 2 este un canal de televiziune privat. HBO 2 transmite filme de comedie, filme originale și alte filme. Este un canal cu televiziune prin cablu. A fost lansat în România la 21 martie 2016, atât în versiunea SD, cât și în versiunea HD. 
HBO 2 se axează pe programe pentru întreaga familie: de la comedii și filme pentru copii la filme de acțiune și thrillere, canalul oferă programe adresate tuturor. În timpul zilei, copiii pot urmări filmele preferate, în timp ce seara este dedicată părinților.

## Istorie
Canalul a fost lansat în America Latină pe 1 iunie 2010. Din 1 martie 2012, toți operatorii de cablu din America Latină au înlocuit semnalul HBO West cu noul semnal.

## Filme

### Actiune, Crimă, Fantastic, Horror, Sci-Fi, Thriller
- Aquaman
- Femeia fantastică
- Ocean's 8: Jaf cu clasă
- The Marksman: În bătaia puștii
- Tomb Raider: Începutul
- Toți cei care mă vor mort
- Uimitorul Om-Păianjen 2
- Sfinții din Mafie
- Candyman
- Haide cu mine!

### Comedie, Familie
- Cel mai fericit anotimp
- Competitia oficiala
- Eu și Marley
- Festivalul lui Rikfin
- France
- Întâlniri în New York
- Timpuri bune

### Aventuri, Western
- Harry Potter și Talismanele Morții: Partea 1
- Harry Potter și Talismanele Morții: Partea 2
- Hugo
- Lupul și leul: O prietenie ca-n povești
- Micul astronaut

### Biografic, Dramă, Istoric, Muzical, Romance
- Respect
- Altarul
- Culorile dragostei
- Fata în casă
- Mândrie și prejudecată
- Podul către Terabithia
- Regele Richard: Crescând campioni
- Rob Roy
- 12 orfani fantastici

### Animație
- Fabula zilei
- Poarta Magică
- Lego Batman: Filmul

## Seriale
- Batwoman
- Casa Dragonului
- Cartea pierdută a vrăjitoarelor
- Jucătorii
- Kung Fu
- Lumea financiară
- Moșteniri
- Povestea slujitoarei
- Teoria Big Bang (sezoanele 8–9)
- The White Lotus
- Victor și Valentino (de asemenea pe Cartoon Network)

### Documentare
- Anarhiștii

## Programe
HBO 2 difuzează  filme și  seriale. Toate programele sale sunt difuzate fără pauze de publicitate. Canalul prezintă producții originale, filme documentare, programe speciale, producții independente, concerte și seriale de succes din Statele Unite ale Americii. Canalul difuzează zilnic filme:  acțiune, thrillere, teroare, polițienești, științifico-fantastice, animație, aventură, comedie. 
Canalul concurează direct cu Fox Movies.